# مغزرة قصيرة الأوراق
مغزرة قصيرة الأوراق (الاسم العلمي:Polygala brevifolia) هي نوع من النباتات تتبع جنس المغزرة من الفصيلة المغزرية.